# 小川一成
小川 一成（おがわ いっせい、1947年9月20日 - ）は、日本の政治家。茨城県議会議員（8期）。第107代茨城県議会議長。

## 概要
- 明治学院大学経済学部を卒業後、小川交通（有）を設立。
- 守谷町議会議員を2期務めた後、1994年に茨城県議会議員に初当選。
- 茨城県議会議員では、農林水産委員会委員長、土木委員会委員長、議会運営委員会委員長等を歴任。
- 2007年に第101代茨城県議会副議長に就任[1]。
- 2015年12月に第107代茨城県議会議長に就任[2]。

## エピソード

### 第3回JICA理事長表彰 受賞
2006年（平成18年）10月、小川が会長を務める守谷市国際交流協会が、第3回JICA理事長表彰の団体部門で受賞。

### 第9回JICA理事長表彰　受賞
2013年（平成25年）10月、小川が理事副会長を務める、茨城県青年海外協力隊を育てる会が、第9回JICA理事長表彰の団体部門で受賞。

## 略歴
- 2022年12月 :茨城県議会議員8期当選
- 2021年4月　:茨城産業会議　議長に就任
- 2020年5月　:茨城県商工会連合会　会長に就任
- 2019年1月　:茨城県監査委員に就任
- 2018年11月 :茨城県議会議員7期当選
- 2015年12月:茨城県議会議長に就任
- 2015年1月 : 茨城県監査委員
- 2014年12月 :茨城県議会議員6期当選
- 2014年2月 : 自民党県連政調会長に就任
- 2013年3月 : 通学児童生徒の安全確保に関する調査特別委員会 委員長
- 2012年12月 : 茨城県議会議員補選当選 5期
- 2011年9月 : 明治大学ガバナンス研究科修了。公共政策修士（専門職）
- 2009年9月 : 明治大学ガバナンス研究科入学
- 2008年11月 : 守谷市長選に立候補したが、落選
- 2008年10月 : 守谷市長選挙に立候補するため、茨城県議会議員を辞職
- 2007年12月 : 第101代茨城県議会副議長に就任
- 2006年12月 : 茨城県議会議員4期当選
- 2002年12月 : 茨城県議会議員3期当選
- 1998年12月 : 茨城県議会議員2期当選
- 1994年12月 : 茨城県議会議員初当選
- 1992年2月 : 守谷町議会議員2期当選
- 1988年2月 : 守谷町議会議員初当選
- 1990年4月 : 茨城県立水海道第一高等学校PTA会長
- 1989年4月 : 守谷町立愛宕中学校PTA会長
- 1986年4月 : 守谷町立高野小学校PTA会長
- 1972年8月 : 小川交通（有）を25歳で起業
- 1971年3月 : 明治学院大学経済学部卒業
- 1966年3月 : 茨城県立水海道第一高等学校卒業
- 1963年3月 : 守谷町立守谷中学校卒業
- 1947年9月20日 : 茨城県北相馬郡守谷町（現在の守谷市）に生まれる。

## 活動・実績

### 第16回世界湖沼会議に参加
2016年（平成28年）11月8日〜11日「第16回世界湖沼会議」がインドネシア共和国バリ島で開催。小川は茨城県議会議長として参加。

### 全国都道府県議会議長会第155回定例総会に議長として参加
2016年（平成28年）10月25日「全国都道府県議会議長会第155回定例総会」が水戸市で開催。小川は開催地の議長として議長を務めた。

### 天皇・皇后、ベルギー国王夫妻の結城市訪問
2016年（平成28年）10月12日、天皇・皇后の案内のもとベルギー国王フィリップ・ド・ベルジック及び王妃マティルド・デュデケム・ダコが茨城県結城市を訪問。小川は茨城県議会議長として歓迎の挨拶を述べた。

### 在南米茨城県人会55周年記念式典に参加
2016年（平成28年）7月29日～8月5日「在南米茨城県人会55周年記念式典」がブラジル及びアルゼンチンで開催。小川は茨城県議会議長として、茨城県知事や関係者らとともに参加。

### 危険ドラッグ規制条例の制定
2015年（平成27年）、6月第2回定例議会において「危険ドラッグ規制条例」を小川が議員提出議案として上程。薬物濫用の防止に関し県と県民の責務について述べ、濫用防止の為、知事が指定薬物として指定することが出来る旨を規定。2015年（平成27年）8月19日、茨城県が危険ドラッグ5物質を禁止薬物に指定。

### 屋外広告物規制条例の制定
2004年（平成16年）、茨城県議会土木委員会委員長に就任。その年に、道路や街頭に貼り出された風俗店等の張り紙、立て看板などの違法広告物を取り締まる屋外広告物条例の罰則を強化する改正を行った。これは、茨城県議会議員提案による政策条例の制定としては茨城県政初であった。

### 国道294号線乙子踏切の立体化
1995年（平成7年）、3月の第1回定例会にて、国道294号乙子踏切の立体化について土木部長に質問した。ここは関東鉄道常総線の踏切と国道294号線が隣接しているために朝夕の渋滞が激しく、また道路照明の設備が少なく安全面で極めて不十分なため、乙子踏切の立体化を早期に実現すべき、と提言した。茨城県では、渋滞解消と安全面の向上を図るため、国道、歩道、県道・市道の3層構造の交差点立体化を計画し、2004年（平成16年）から5か年の歳月と総工事費約50億円をかけ工事を進め、2009年（平成21年）2月23日に工事は完成した。

### 南守谷地区交番の設置
1997年（平成9年）3月の第1回定例会にて、守谷市地域住民が安心して生活できる街づくりのためには、南守谷地区に新設交番の設置が急務である、と提言した。2005年（平成17年）3月に南守谷駅の南西、常総ふれあい道路けやき台公園入口交差点前に、守谷市南部を管轄する南守谷交番が開所された。

### 青年海外協力隊を活用した教員の育成
1999年（平成11年）、2000年（平成12年）に、ラオスを訪問。その際に、日本から派遣された青年海外協力隊員として自分の仕事に誇りを持ち、厳しい環境のもとで現地の人々と生活を共にしている姿を見て、彼らが担う日本の将来に確かなものを感じたという。2000年（平成12年）、12月の第4回定例会にて、青年海外協力隊事業を茨城県の教員人材育成に積極的に活用すべき、と提言した。2001年（平成13年）に現職教員特別派遣制度が創設され、教師の身分を保持したまま青年海外協力隊に参加可能など、現職派遣制度の導入が講じられた。2006年（平成18年）、6月の第2回定例会にて、茨城県教員の採用枠に国際感覚に富み人間性豊かな国際貢献活動経験者の採用を進めるべき、と提言した。茨城県では2008年（平成20年）の公立学校教員選考試験の中で、青年海外協力隊での活動経験者について採用試験の一部を免除することになった。

### 守谷市大木流作の酪農用地 集団移転
1998年（平成10年）、12月の第1回定例会にて、大木流作地区の集団移転の早期実現について、水害に強い酪農団地の形成と安全な生活基盤の確立が急務である、と提言した。茨城県では、守谷市板戸井大木流作地区の集団移転を国に働きかけ、2002年（平成14年）7月に集団移転が実現した。

### 茨城県立医療大学 大学院設置
1997年（平成9年）、3月の第1回定例会にて、1995年（平成7年）に開学した茨城県立医療大学を、より魅力ある大学として高度専門化した医療技術へ進展させるには、第1回目の卒業生が出る2年後を目途に大学院を設置していくことが必要である、と提言した。茨城県では県立医療大学の大学院設置を検討し、2001年（平成13年）4月1日に大学院が開学した。

## 主な所属
- 守谷市商工会会長[10]

- 守谷市国際交流協会会長[11]
- ボーイスカウト守谷第一団 団委員長[12]
- 茨城県青年海外協力隊を育てる会　会長[13]